# Елизавета фон Гёрлиц
Елизавета фон Гёрлиц (ноябрь 1390, Горжовице, Богемия — 3 августа 1451, Трир) — герцогиня Люксембурга в 1411—1443 годы, единственная дочь герцога Иоанна Гёрлицкого и его жены Рихарды, дочери Альбрехта Мекленбургского, по отцу племянница короля Чехии Вацлава IV и императора Священной Римской империи Сигизмунда из династии Люксембургов.

## Детство
После ранней смерти отца Елизавета фон Гёрлиц воспитывалась под опекой дяди Вацлава IV и, вплоть до рождения 28 февраля 1409 года её кузины Елизаветы, дочери Сигизмунда Люксембурга, была единственной наследницей владений Люксембургов.
В январе 1397 года Вацлав IV договорился с Балтазаром маркграфом Мейсена, о браке Фридриха, сына маркграфа, и Елизаветы. Это обещание не помешало тем не менее, Вацлаву IV, в марте 1398 года обручить Елизавету с Карлом, сыном французского регента Людовика Орлеанского. Эти переговоры с братом французского короля Карла VI привели к осложнению отношений между Вацлавом IV и его братом Сигизмундом, который планировал брак Елизаветы с Габсбургом. В июне 1401 года король Рупрехт потребовал вступления в брак люксембургской наследницы со своим сыном Иоганном. Эти переговоры оставались безрезультатными, терпели неудачу так же в 1407 году планы бракосочетания Мейсенского маркграфа Вильгельма II.

## Первый брак
После свержения с германского трона Вацлав IV стал искать новых союзников. Ради этого он заключил 20 августа 1408 года в Париже с влиятельным бургундским герцогом Иоанном Бесстрашным, а также его братом Антуаном союз. А 27 апреля 1409 года в Праге был подписан брачный контракт между Елизаветой фон Гёрлиц и Антуаном Бургундским. Вместо обещанного за Елизавету приданого в 120 000 гульденов, в 1411 году молодожены получали герцогство Люксембург.
В апреле 1410 года Елизавета родила единственного сына Вильгельма, который умер уже 5 июля 1410.
Против власти герцога Брабанта в 1411 году выступили люксембургские сословия, которым заключили союзы с арманьяками во Франции и с Сигизмундом Люксембургом.
Бургундский дом в 1410 году контролировал почти связную пограничную территорию между Францией и Священной Римской Империей, простиравшуюся от Ла-Манша до Вогез. Герцогства Люксембург, Брабант и Лимбург были важным звеном между «нижними» и «верхними» владениями Бургундии.
После своего избрания в 1410 году императором Сигизмунд Люксембург объявил, что территориальные приобретения Бургундского дома за счет имперского имущества и владений Люксембургов незаконны. 8 апреля 1412 года Сигизмунд запретил населению Люксембурга почитать Елизавету и её мужа, а в сентябре 1413 года призывал к сопротивлению против узурпатора Антуана.
В результате длительной борьбы которая совпала с войной арманьяков и бургуньонов, Антуан и Елизавета укрепили свою власть в Люксембурге только в начале 1415 года. Но в 25 октября 1415 года в битве при Азенкуре погиб Антуан Бургундский. Овдовевшая Елизавета оказалась под опекой своего дяди Сигизмунда. Он пытался укрепить императорскую власть в Брабанте и Лимбурге и отрицал права Бургундского дома наследовать эти земли. Но сословия Брабанта и Лимбурга, довольные господством бургундцев, не поддержали императора и признали своим правителем Иоганна IV, старшего сына Антона от первого брака.

## Второй брак
В 1418 году Елизавета вышла замуж за Иоанна III, герцога Баварско-Штраубингского, графа Голландии, Зеландии и Генегау (Эно), сына Альбрехта, герцога Баварско-Штаубингского, графа Геннегау и Голландии.
Император Сигизмунд, не желавший присоединения к бургундским Брабанту и Лимбургу Голландии, Зеландии и Эно, управляемых Якобой, женой Иоанна IV, поддержал её дядю Иоанна III, бывшего до этого епископом Льежа. Это привело к ссоре между двумя лагерями и вовлечению в голландскую гражданскую войну крючков и трески герцога Бургундии и императора. Но уже в 1420 году Иоганн фон Штраубинг стал правителем в Голландии, Зеландии и Эно.
Брак Иоганна и Елизаветы был бездетным. После убийства 6 января 1425 года Иоганна Елизавета в Голландии получала вдовью долю. Кроме того, она оставалась герцогиней Люксембурга и сохраняла Вогтей в Эльзасе.

## Вдова
Долги вынудили Елизавету 14 марта 1427 года продать её вдовью долю в Голландии бургундскому герцогу Филиппу III Доброму. Также Елизавета планировала передать Филиппу свои права на господство в герцогстве Люксембург. Это привело к ссоре между Елизаветой фон Гёрлиц и её дядей Сигизмундом, который настаивал, что его дочь Елизавета, и её супруг, Альбрехт Габсбург, должны стать наследниками Люксембурга. Люксембургские сословия также выступали против продажи герцогства Филиппу. В 1435 году переговоры о продаже между Филиппом Добрым и Елизавой фон Гёрлиц зашли в тупик.
В 1436 году Елизавета в замке Арлон принимала девушку, которая утверждала, что является спасшейся Жанной д’Арк. Елизавета помогала неизвестной великодушно и способствовала её свадьбе с дворянином Робертом дез Армуаз в октябре 1436 года. Это привело к ссоре с Филиппом Бургундским, который рассматривал это как оскорбление его политики.
Елизавета фон Гёрлиц жила расточительно и её долги стремительно росли. Поэтому она в 1441 году была готова продавать свои права на герцогство Люксембург архиепископу Трира, Якобу фон Сирка.
Но в итоге Филипп Добрый помирился с Елизаветой, и 10 января 1442 году она признала его единственным своим наследником. Филипп установив пенсион для Елизавете фон Гёрлиц, занял в 1443 году Люксембург и принял присягу его жителей.
Елизавета фон Гёрлиц умерла в Трире 3 августа 1451 года как последняя самостоятельная правительница Люксембурга. После её смерти герцогство Люксембург официально стало составной частью Бургундских Нидерландов. Оно будет входить в состав более крупных государств Исторических Нидерландов до 1890 года.

## Браки и дети
1-й муж: с 1409 Антуан Бургундский (август 1384 — 25 октября 1415), граф Ретеля (1393—1406), герцог Брабанта и Лимбурга и маркграф Антверпена с 1406. Дети:
- Гильом (Вильгельм) Бургундский (2 июня 1410 — 10 июля 1410)
- ребёнок (род. и ум. в 1412)

2-й муж: с 1418 Иоганн III (1376 — 6 января 1425), герцог Баварско-Штаубингский, граф Голландии, Зеландии и Генегау (Эно). Детей от этого брака не было.